# 先鋒 (佛羅里達州)
先鋒（英語：Pioneer）是位於美國佛羅里達州亨德里縣的一個人口普查指定地區。

## 地理
先鋒的座標為26°43′33″N 81°13′08″W / 26.72583°N 81.21889°W，而該地最高點為海拔高度6米（即20英尺）。

## 人口
根據2010年美國人口普查的數據，先鋒的面積為54.99平方千米，當中陸地面積為54.97平方千米，而水域面積為0.02平方千米。當地共有人口697人，而人口密度為每平方千米12人。